# Hagesmæk
En hagesmæk eller savlesmæk er et stykke tøj, der anvendes til at hænge om halsen ned over brystet for at beskytte påklædning mod spilderi. Hagesmækker anvendes oftest af børn, i særdeleshed spædbørn, men også af voksne personer. Hagesmække benyttes også ved fortæring af bestemte "grisende" retter som f.eks. hummer.
Papirshagesmække benyttes ofte hos tandlægen til beskyttelse af patientens påklædning under tandbehandling og tandrensning. En anden medicinsk brug af hagesmække er ved brug af røntgenstråling, hvor en hagesmæk af bly lægges over patienten for at forhindre stråling i utilsigtet at sprede sig til dele af kroppen som ikke bliver undersøgt.